# Aloe oligophylla
Aloe oligophylla é uma espécie de liliopsida do gênero Aloe, pertencente à família Asphodelaceae.